# Primer Acto (revista)
Primer acto es una revista especializada dedicada al teatro fundada en el  1957 por José Ángel Ezcurra y José Monleón. A lo largo de más de medio siglo ha sido una valiosa base de discusión para la cultura, tanto española como latinoamericana, y constituido una reflexión crítica en torno al fenómeno teatral. Siempre atenta al discurso de la Historia, puede considerarse como uno de los mejores testimonios del estudio y el análisis que el ser humano, a través del teatro y su expresión, ha expuesto como acto estético y como respuesta social.
Desde sus inicios cada número ha incluido el texto íntegro de una obra inédita y significativa, complementado con críticas y notas sobre el autor, el texto y la puesta en escena, con equilibrado estilo editorial. En 2004 se publicó un DVD con los trescientos primeros números (sin los textos teatrales), editado por el Ministerio de Cultura de España, el Centro de Documentación Teatral y la propia revista Primer Acto y recogiendo, por tanto, los materiales elaborados entre 1957 y 2003.

## Director y editor
A pesar de la constante y siempre presente voluntad coral y colectiva de la revista, es imposible minimizar la importancia de José Monleón, su director, crítico teatral desde 1957, tanto en Primer Acto como en Triunfo y desde 1982 a 1991 en Diario 16. Autor de numerosas obras de ensayo y algunos textos dramáticos, fue nombrado catedrático emérito de sociología del teatro de la RESAD. Miembro fundador del Teatro Popular Español (1958), y diez años después del Centro Dramático de Madrid. Fundador  y director desde 1990 de la Fundación Instituto Internacional del Teatro del Mediterráneo. También ha dirigido el Festival de Mérida entre 1984 y 1989, el de Teatro Medieval de Elche (1994) y el Festival Internacional Madrid Sur, desde 1996. 

## Nueva etapa
En 2012, la revista inició una nueva fase, siempre bajo la dirección de José Monleón, ayudado por Ignacio Amestoy, Manuel Aznar, Josep María Benet i Jornet, Elena M. Cuesta, José Díaz Satorre, Guillermo Heras, David Ladra, Carmen Losa, Ángel Martínez Roger, Juan  Mayorga, Jaime Millas, Luis Molina, Ángela Monleón, Itziar Pascual y Marifé Santiago Bolaños. Además de un cuerpo internacional compuesto por: Roberto Cossa, Carlos Ianni y Héctor Oliboni  (en Argentina). Antunes Filho, Sebastiao Milaré y André Carreira (en Brasil). Carlos José Reyes, Víctor Viviescas y Sandro Romero (en Colombia). Marco Antonio de la Parra y Soledad Lagos (en Chile). Arístides Vargas y Santiago Roldós (en Ecuador). Irene Sadowska (Francia). Elarbi El Harti (Marruecos). Jaime Chabaud y Leticia García (en Méjico). Miguel Rubio y Luis Peirano (en Perú). Raja Farhat (Túnez). Maurizio Rosencoff y Raquel Diana (en Uruguay). Y Héctor Manrique y Leonardo Azparren (en Venezuela).
En su definición de principios, la revista insiste en que entiende el teatro "como un espacio en el que convocar  las contradicciones, carencias y esperanzas democráticas de la sociedad de nuestros días, más allá de la protesta o la aceptación, y para profundizar en el pensamiento social y personal, aportando los elementos éticos y estéticos del gran teatro".  
Entre los nuevos padrinos de la revista sobresalen la Real Escuela Superior de Arte Dramático de Madrid, aportando su red internacional, y la Fundación Cultura de Paz. Federico Mayor Zaragoza fue elegido como primer presidente del Comité de Honor, acompañado también por la escritora de Malí Aminata Dramane Traoré.
En julio y diciembre de 2012, como parte de los objetivos de su nueva etapa, se publicaron además dos números dobles de un total de 600 páginas, en torno a los temas "La justicia en el teatro" y "La voz del 99% en el teatro".